# ويتجيرج ستوفيل (أونتاريو)

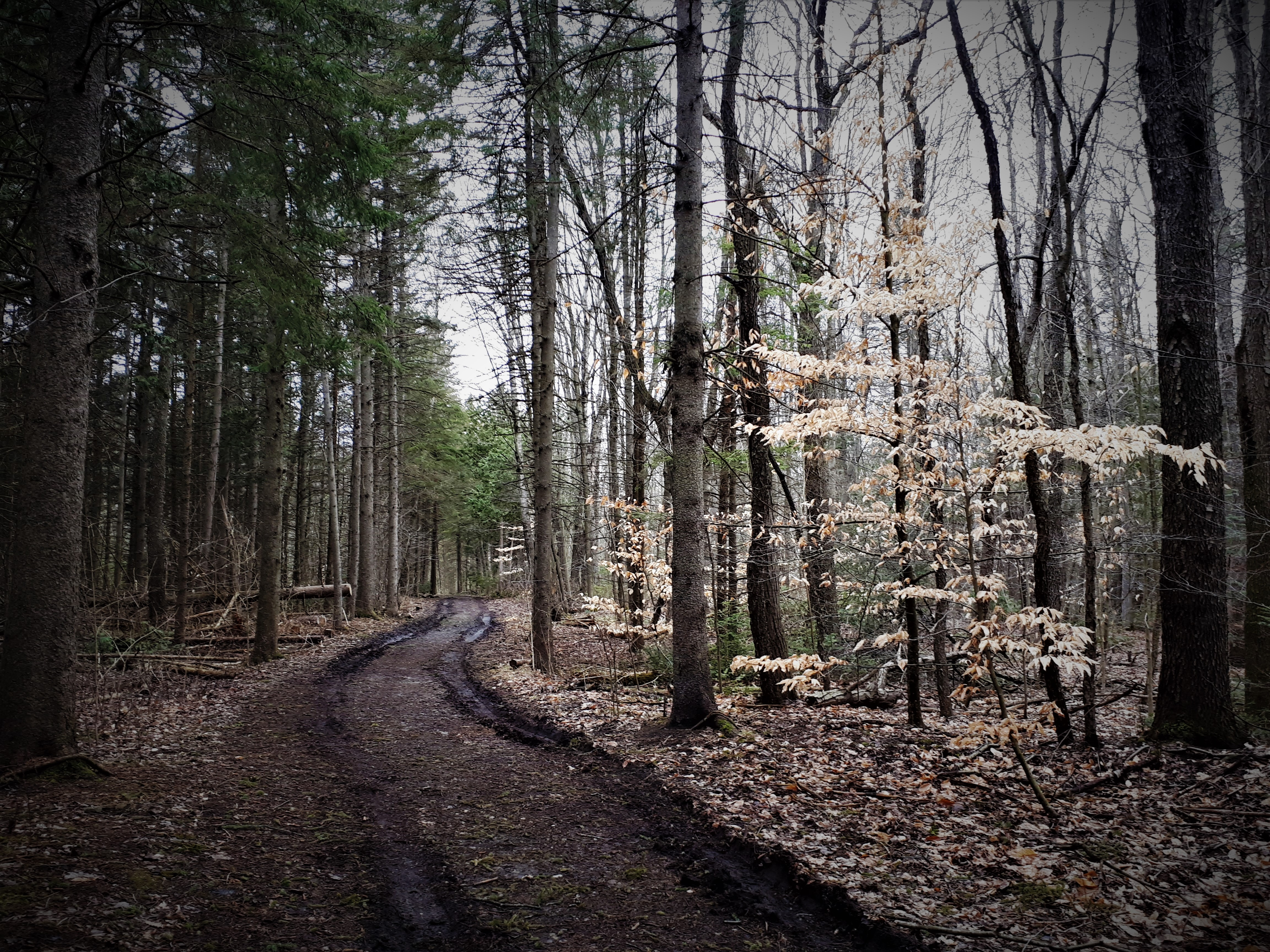
منطقة محمية ويتجيرج ستوفيل

ويتجيرج ستوفيل، أونتاريو (بالإنجليزية: Whitchurch-Stouffville)‏ هي مدينة كندية تقع في مقاطعة أونتاريو. تبلغ مساحة هذه المدينة 206.7391 (كم²)، ويبلغ عدد سكانها 24390 نسمة حسب إحصاء سنة 2006 م، بينما كان يسكنها 22008 نسمة في سنة 2001 م. تحتل هذه المدينة المرتبة رقم 158 بين مدن كندا حسب عدد السكان والمرتبة رقم 62 في المقاطعة. نما عدد السكان في هذه المدينة بنسبة (10.8) بين العامين المذكورين.

## أعلام
- روي براون
- ليمان ملفين جونز
- إيرل كوك
- جيف ماريك
- كيث أكتون

## وصلات خارجية
- الأطلس الحكومي لكندا
- إحصاءات كندا مع ساعة تعداد السكان